# Phùng Công Minh
Phùng Công Minh (né le 27 septembre 1985 dans le district de Chi Lăng au Viêt Nam) est un footballeur international vietnamien, qui évolue au poste de milieu de terrain.

## Biographie

### Carrière en sélection
Phùng Công Minh reçoit trois sélections en équipe du Viêt Nam entre 2007 et 2008, sans inscrire de but.
Il participe avec cette équipe à la Coupe d'Asie des nations 2007. Il joue deux matchs lors de ce tournoi. Le Viêt Nam atteint les quarts de finale de la compétition, en étant battu par l'Irak.

## Palmarès
Becamex Bình Dương
| - Championnat du Viêt Nam (2) : - Champion : 2007 et 2008. - Vice-champion : 2006 et 2009. - Coupe du Viêt Nam : - Finaliste : 2008. |  | - Supercoupe du Viêt Nam (2) : - Vainqueur : 2007 et 2008. |